# Иван Аџић
Иван Аџић (Београд, 21. јун 1973) је бивши југословенски и српски фудбалер. Његов син Лука је такође фудбалер.

## Каријера
Након млађих селекција Црвене звезде, Аџић је за први тим црвено-белих дебитовао са 16 година. Тадашњи тренер Драгослав Шекуларац му је указао шансу у јесен 1989. године. Затим је био на позајмици у бањалучком Борцу, па се вратио и као капитен подигао пехар шампиона државе 1995.
Сезону 1996/97. је провео у Шпанији. Први део сезоне је наступао за Логроњес у Примери, а други део сезоне је био у екипи Толеда која се такмичила у Сегунди. Поред тога играо је и за Рапид из Беча као и чачански Борац.
Након завршетка играчке каријере, Аџић је радио фудбалски тренер. Био је помоћни тренер у Црвеној звезди, прво Ратку Достанићу а потом и Валтеру Зенги. Као самосталан тренер је водио Младеновац и Рудар из Пљеваља. Од 2009. до 2011. је био спортски директор у ФК Црвена звезда.

## Успеси

### Играчки
Црвена звезда
- Првенство СФР Југославије (3) : 1989/90, 1990/91, 1991/92.
- Првенство СР Југославије (1) : 1994/95.
- Куп СР Југославије (2) : 1992/93, 1995/96.

### Помоћни тренер
Црвена звезда
- Првенство Србије и Црне Горе (1) : 2005/06
- Куп Србије и Црне Горе (1) : 2005/06